# Arthur Rook
Arthur Laurence Rook (ur. 26 maja 1921 w Bingham, zm. 30 września 1989 w Southwark) – brytyjski jeździec sportowy. Złoty medalista olimpijski z Melbourne (Sztokholmu).
Sukcesy odnosił we Wszechstronnym Konkursie Konia Wierzchowego. Igrzyska w 1956 były jego drugą olimpiadą, brał udział już w IO 52. Konkurencje jeździeckie były rozgrywane w Sztokholmie (główne zawody odbywały się w Melbourne, ale jeźdźcy – ze względu na problemy z kwarantanną zwierząt – rywalizowali w Szwecji). Triumfował w drużynie (partnerowali mu Francis Weldon i Bertie Hill) oraz był szósty w konkursie indywidualnym. W 1953 sięgnął po złoto mistrzostw Europy.
Był zawodowym żołnierzem.